# Aung San Suu Kyi
Aung San Suu Kyi (Birmaans:  အောင်ဆန်းစုကြည်, uitgesproken als "aoeng sang soe tsji", IPA: [àuɴ sʰáɴ sṵ tʃì] ) (Rangoon, 19 juni 1945) is een Myanmarees politica, leider van de beweging voor de mensenrechten en democratie in Myanmar (voorheen Birma) en winnaar van de Nobelprijs voor de Vrede van 1991 en talrijke andere internationale onderscheidingen.
Hoewel haar partij in 1990 de parlementsverkiezingen met een grote meerderheid won, werd dat resultaat genegeerd door de regerende legerleiding van Myanmar. Aan haar werd van 1989 tot 1995 en van 2003 tot 2010 huisarrest opgelegd. In 2015 behaalde ze opnieuw een grote overwinning bij de verkiezingen en vanaf 6 april 2016 was ze de Adviseur van Staat van Myanmar (State Counsellor of Myanmar, een functie die gelijk staat aan die van minister-president) en derhalve het hoofd van de regering. In 2017 kwam Aung San Suu Kyi in opspraak omdat zij zich niet verzette tegen de etnische zuiveringen die het leger pleegde op de Rohingya, een islamitische etnische minderheidsgroep binnen Myanmar. In december 2019 verdedigde zij het handelen van de junta in haar land bij het Internationaal Gerechtshof in het Vredespaleis in Den Haag.
In november 2020 behaalde haar partij opnieuw een grote verkiezingsoverwinning. Begin februari 2021 nam de Tatmadaw – het leger van Myanmar – de macht echter opnieuw over omdat er verkiezingsfraude zou zijn gepleegd. Aung Sang Suu Kyi werd hierbij gearresteerd en afgezet als hoofd van de regering van Myanmar. In 2021 en 2022 werd ze in drie rechtszaken veroordeeld tot in totaal dertien jaar gevangenisstraf, waarvan twee jaar door de junta werd kwijtgescholden. 

## Levensloop
Haar vader Aung San was een voorvechter van de Birmaanse onafhankelijkheid en werd door politieke tegenstanders vermoord kort na de onafhankelijkheid van Birma. Aung San Suu Kyi was toen twee jaar oud. Haar moeder was Khin Kyi, die ambassadeur van Birma in India is geweest.
Aung San Suu Kyi studeerde tussen 1964 en 1967 filosofie, politieke wetenschappen en economie aan St. Hugh's College, Universiteit van Oxford. Van 1969 tot 1971 was ze 'Assistant Secretary' van de adviescommissie voor administratieve en budgettaire vraagstukken bij het secretariaat van de Verenigde Naties in New York.
Vaak wordt voor haar naam de toevoeging Daw geplaatst. Letterlijk betekent dat 'tante', maar het moet in dit geval opgevat worden als een formeel 'mevrouw' of 'dame'.
In 1972 werd Aung San Suu Kyi 'Research Officer' bij het ministerie van Buitenlandse Zaken in Bhutan en trouwde met Michael Aris, een Britse geleerde. In 1973 en in 1979 kreeg ze een zoon. In 1988 keerde ze terug naar Birma om voor haar zieke moeder te zorgen.
Eveneens in 1988 speelde Aung San Suu Kyi, na het aftreden van generaal Ne Win, een grote rol in de toen opbloeiende beweging voor democratie in Birma, die met militair geweld werd neergeslagen. Op 24 september 1988 werd de National League for Democracy (NLD) opgericht, met Aung San Suu Kyi als algemeen secretaris. Er volgde een aantal confrontaties, waarbij zij opviel door haar volstrekt onbevreesde optreden in situaties waarin zij persoonlijk in levensgevaar verkeerde.

### Huisarrest
Op 20 juli 1989 plaatste het militaire regime haar onder huisarrest in Rangoon onder de regels van de militaire uitzonderingstoestand, die arrest en gevangenschap zonder vorm van proces gedurende drie jaar mogelijk maken; ze ging in hongerstaking toen studenten uit haar huis werden gearresteerd om door de militaire inlichtingendienst te worden ondervraagd en werd door Amnesty International als politieke gevangene erkend.
Op 27 mei 1990 won ze, hoewel ze nog steeds huisarrest had, met overweldigende meerderheid de algemene verkiezingen waarbij haar partij 82 procent van de zetels verkreeg. De militaire junta (State Law and Order Restoration Council, afgekort SLORC) weigerde echter de verkiezingsuitslag te erkennen.
In 1991 werd ze onderscheiden met de Nobelprijs voor de Vrede. Ze gebruikte het geld (1,3 miljoen dollar) om een fonds voor gezondheid en ontwikkeling ten behoeve van het Myanmarese volk op te richten.
Na zes jaar huisarrest werd ze vrijgelaten in juli 1995.
Toen haar man in maart 1999 in Engeland aan prostaatkanker overleed, durfde ze het niet aan hem op zijn laatste ziekbed te bezoeken of zijn begrafenis bij te wonen, uit angst dat ze bij terugkeer niet meer in het land zou worden toegelaten. Deze angst had overigens een goede reden: de junta had herhaaldelijk aangeboden haar vrij te laten als ze daarna het land zou verlaten. Aung San Suu Kyi had haar man sinds kerst 1995 niet meer gezien.
Sinds 30 mei 2003 werd zij weer zonder communicatie gevangen gehouden na een rel tussen voor- en tegenstanders waarbij een aantal mensen omkwamen. Haar medestanders claimen dat de rellen zijn uitgelokt of zelfs in scène gezet door het bewind.
Na de Amerikaanse Senaat ging op 15 juli 2003 ook het Huis van Afgevaardigden van de Verenigde Staten akkoord met het nemen van economische strafmaatregelen tegen het bewind in Myanmar in verband met het opnieuw gevangen houden van Aung San Suu Kyi.
Op 20 juli 2008 werd gemeld dat de Birmese minister van Buitenlandse Zaken Nyan Win tijdens een diner in de ASEAN-conferentie had gezegd dat Suu Kyi maximaal zes jaar achtereen vastgehouden mocht worden en dat die periode ongeveer eind dat jaar zou aflopen. Later werd officieel verklaard dat het bericht niet klopte en dat ze nog tot eind 2009 mocht worden vastgehouden.

### Yettawincident
Op 3 mei 2009 kreeg ze onaangekondigd bezoek van John William Yettaw, een Amerikaan die over het Inyameer naar haar huis was gezwommen. Zij liet hem binnen omdat hij zei uitgeput te zijn. Toen hij haar huis drie dagen later weer verliet, werd hij aangehouden. Op 13 mei werd Aung San Suu Kyi gearresteerd omdat zij het verbod om bezoek te ontvangen zou hebben geschonden. Zij riskeerde daarmee vijf jaar eenzame opsluiting. Twee jaar eerder had Yettaw een soortgelijke poging gedaan, maar Suu Kyi had hem toen weggestuurd.
Het proces tegen Suu Kyi begon op 18 mei. Diplomaten en journalisten kregen geen toegang tot haar. De aanklager beschuldigde Yettaw van belediging van het land. Tijdens zijn eigen rechtszaak claimde Yettaw dat hij naar haar huis was gezwommen om haar te waarschuwen tegen "gevaar". Suu Kyi verklaarde zich onschuldig. De verdediging mocht maar één getuige oproepen, terwijl de aanklager er veertien mocht horen. Volgens onbevestigde berichten zou de junta haar opnieuw gevangen willen zetten, nu in een militaire basis ver buiten de stad. Volgens de advocaten baseerde de Birmese justitie Suu Kyi's vervolging op een grondwet die al twintig jaar niet meer geldt. Ook vroeg de verdediging zich af hoe Yettaw voorbij de zware bewaking rond haar huis kon komen.
Suu Kyi's arrestatie en vervolging werden veroordeeld door de Secretaris-generaal van de Verenigde Naties Ban Ki-moon, de Veiligheidsraad en de ASEAN, waarvan Myanmar lid is. De Birmese regering noemde deze "inmenging in interne aangelegenheden" ontoelaatbaar en de minister van Buitenlandse Zaken sprak de mening uit dat het incident "was opgeblazen om de internationale druk op Myanmar te verhogen". Antiregeringselementen in binnen- en buitenland zouden hiervoor verantwoordelijk zijn. Ban Ki-moon vloog op 3 juli naar Myanmar om te bemiddelen, maar kreeg nul op het rekest.
Op 11 augustus 2009 werd Aung San Suu Kyi door de rechtbank in Rangoon veroordeeld tot drie jaar celstraf en dwangarbeid. Deze straf werd onmiddellijk omgezet in achttien maanden huisarrest. Aung San Suu Kyi ging in beroep tegen het vonnis, maar verloor dit op 1 oktober 2009. In de Veiligheidsraad werd geen unaniem standpunt over het vonnis bereikt.
John Yettaw werd veroordeeld tot een gevangenisstraf van zeven jaar, maar op 16 augustus 2009 kon hij naar Amerika vertrekken. Dit gebeurde na een bezoek van de Amerikaanse Democratische senator Jim Webb, die de dag ervoor een gesprek had gehad met juntaleider Than Shwe en ook met Aung San Suu Kyi.

### Vrijlating
De militaire junta liet Aung San Suu Kyi op de avond van 13 november 2010 vrij. Ze verscheen voor een groep aanhangers die naar haar huis in Rangoon gesneld waren nadat de barricaden door de veiligheidstroepen verwijderd waren. Haar vrijlating paste binnen bredere hervormingen van de militaire junta. Zo werden er meer politieke gevangenen vrijgelaten, werd het verbod op vakbonden opgeheven en werden de banden met het buitenland aangehaald. De Amerikaanse minister van Buitenlandse Zaken Hillary Clinton bezocht het land in november 2011 en had daar een ontmoeting met Aung San Suu Kyi.

### Politieke functie
Het werd de partij van Aung San Suu Kyi weer toegestaan om mee te doen aan verkiezingen en in april 2012 veroverde zij een zetel in het parlement.
In de jaren daarna raakte Birma langzaam uit het internationale isolement. Internationaal kreeg Aung San Suu Kyi veel kritiek omdat zij zich niet uitsprak tegen de discriminatie van de Rohingya, een islamitische etnische groepering binnen Birma. In november 2015 hield Birma voor het eerst in lange tijd vrije verkiezingen. De partij van Aung San Suu Kyi behaalde de absolute meerderheid. Aung San Suu Kyi kon echter geen president worden: in de grondwet is opgenomen dat iemand geen buitenlandse kinderen mag hebben. Dat artikel is door de junta speciaal met het oog op Aung San Suu Kyi in de grondwet opgenomen, aangezien zij twee kinderen heeft die ook over de Britse nationaliteit beschikken. Ze werd in plaats daarvan op 6 april 2016 Adviseur van Staat, het hoofd van de regering.
In december 2019 vertegenwoordigde ze de regering van Myanmar in de door Gambia tegen het land aangespannen zaak bij het Internationaal Gerechtshof te Den Haag wegens de beschuldiging van genocide op Rohingya's. Dit leidde tot teleurstelling en kritiek bij haar internationale supporters.

### Afzetting als hoofd van regering en opnieuw arrestatie
De verstandhouding tussen Aung Sang Suu Kyi en het leger verslechterde in 2020. Bij de parlementsverkiezingen in november van dat jaar werd haar partij opnieuw de grootste met een absolute meerderheid voor een termijn van vijf jaar. Het leger verklaarde dat deze uitslag door stembusfraude tot stand was gekomen, hoewel internationale waarnemers daarvoor geen aanwijzingen zagen. Begin februari 2021 nam het leger de macht over. Dit zou zijn voor de duur van een jaar, zoals werd aangekondigd. De militaire opperbevelhebber generaal Min Aung Hlaing nam de leiding en Aung Sang Suu Kyi werd gearresteerd en afgezet als hoofd van de regering.
Wegens opruiing tegen het leger en het overtreden van de coronaregels werd ze op 6 december 2021 veroordeeld tot een gevangenisstraf van vier jaar, die door de junta tot twee jaar werd teruggebracht. Aung San Suu Kyi werd op 10 januari 2022 veroordeeld tot een additionele vier jaar gevangenisstraf. Ze werd verweten op illegale wijze walkie talkies te hebben geïmporteerd en in bezit te hebben gehad. Ook zou ze Covid-19-regels hebben overtreden. Op 27 april 2022 kreeg ze vijf jaar celstraf opgelegd wegens corruptie. Ze werd ervan beschuldigd voor 600.000 US-dollars aan smeergeld te hebben aangenomen.
Op 15 augustus 2022 werd ze veroordeeld tot een extra zes jaar gevangenisstraf wegens vier aanklachten van corruptie. Aung San Suu Kyi zou volgens de rechtbank misbruik hebben gemaakt van haar positie om onder de marktprijs publieke grond te huren en zou een woning hebben gebouwd met donaties die bestemd waren voor liefdadigheidsdoeleinden. Voor elk van de vier aanklachten kreeg ze een gevangenisstraf van drie jaar, maar drie mag ze gelijktijdig uitzitten, waardoor ze voor de vier feiten in totaal zes jaar celstraf kreeg opgelegd.

## Onderscheidingen
De meest recente lijst onderscheidingen waarmee Aung San Suu Kyi is geëerd, bevat 46 prijzen. Hieronder een selectie:
1. Honorary Fellow van St Hugh's College (Oxford, VK) 1990
2. Thorolf Rafto-prijs (Noorwegen) 1990
3. Sacharovprijs voor Vrijheid van Denken (Europees Parlement) 1990
4. Nobelprijs voor de Vrede (Oslo, Noorwegen) 1991
5. Erelid Internationale PEN (Noors Centrum) 1991
6. Humanities Mensenrechten Onderscheiding (VS) 1991
7. Erelid Internationale PEN (Canadees Centrum) 1991
8. Marisa Bellisario (Italië) 1992
9. Jaarlijkse Onderscheiding van de internationale Mensenrechtswettengroep (VS) 1992
10. Erelid Internationale PEN (Engels Centrum) 1992
11. Internationale Onderscheiding Simon Bolivar (UNESCO) 1992
12. Prix Litteraire des Droits de l'Homme Nouveaux Droits de l'Homme (Frankrijk) 1992
13. Erelid Wereldcommissie voor Cultuur en Ontwikkeling en Internationale Simón Bolívar-prijs (beide UNESCO) 1992
14. Lid Universele Culturele Academie (Parijs) 1993
15. Internationaal Forum van de Deense Arbeidersbeweging (Kopenhagen) 1993
16. Victor Jara Internationaal Mensenrechtencentrum voor Mensenrechten en Grondwettelijk Recht, Los Angeles (VS) 1993
17. Lid van de Adviesraad van het Francois-Xavier Bagnoud Centrum voor Gezondheid en Mensenrechten, Harvard University (VS) 1993
18. Ere-Adviseur Forum van Democratische Leiders in Asia-Pacific 1994
19. Liberal International Prize for Freedom Britanints Liberal Democracy Party (VK) 1995
20. Jawaharlal Nehru Onderscheiding voor Internationaal Begrip voor 1993 (India) 1995
21. IRC Vrijheidsonderscheiding van de Internationale Reddingscommissie 1995
22. Companion of the Order of Australia (Australië) 1996
23. W.Averell Harrimen Democratische Onderscheiding (VS) 1996
24. Liberal International Prize (VK) 1996
25. Rajiv Shmirti Parashka [Rajiv Gandhi Memorial Award] (India) 1996
26. Hoogste Eer Cambridge Universiteit (VK) 1998
27. Presidentiële Medaille voor Vrijheid (Washington, VS) 2000
28. Madanjeet Singh-prijs (UNESCO) 2002
29. Olof Palme-prijs 2005
30. Four Freedoms Award voor vrijwaring van vrees (Nederland) 2006
31. Ereburger van Canada 2007[19]
32. Medaille van Grootofficier in de Kroonorde (België) 2013

Een groot aantal eredoctoraten in de rechten en de letteren is uit deze lijst weggelaten, evenals de ereburgerschappen van een aantal steden en een aantal universitaire onderscheidingen, niet zijnde eredoctoraten.
In 2009 ontving Aung San Suu Kyi de Ambassador of Conscience Award van Amnesty International, een prestigieuze prijs voor de bescherming en bevordering van mensenrechten, maar deze werd in 2018 ingetrokken, omdat ze "op schaamteloze wijze verraad heeft gepleegd aan de waarden waarvoor ze eens stond".

## Trivia
- Het lied Walk on van de Ierse rockband U2 werd in 2000 geschreven voor Aung San Suu Kyi. Een citaat uit het nummer: "Walk on, what you got, they can't steal it..."
- Damien Rice en Lisa Hannigan brachten in 2005 ten bate van de campagne Free Aung San Suu Kyi 60th Birthday het lied Unplayed Piano uit.